# Video Coding Experts Group
Video Coding Experts Group (VCEG) je skupina expertů zabývající se kódováním a kompresí digitálního videa. Jejich cílem je vytvářet stále optimálnější postupy pro co nejefektivnější kompresi a nejkvalitnější audiovizuální díla. Tato skupina je součástí International Telecomunication Union (ITU), konkrétně sektoru standardizace (ITU-T), jejíž zodpovědností je koordinace standardů pro telekomunikaci a Informační a komunikační technologie (ICT). ITU je specializovanou organizací OSN, sídlící v Ženevě, která vznikla za účelem koordinace radiokomunikace a telekomunikace. Hlavním produktem ITU a jejich podskupin jsou takzvané Recommendations (doporučení), které specifikují, jak telekomunikační sítě fungují a interagují. VCEG vytváří Recommendations pro vizuální, mluvené, audio a signálové metody kódování. Tyto metody jsou vhodné pro konverzační (např. videokonference) i nekonverzační (např. streaming, televizní vysílání, digitální kino apod.) audiovizuální služby. Jejich hlavním zaměřením je však kódování vizuálních signálů, které zahrnují video sekvence, statické snímky, grafiku a další.

## Struktura
Hierarchie ITU a jejich výzkumných týmů se rozděluje do tzv. Study Groups. Ty se pak zabývají různými otázkami (Questions). VCEG patří pod Study Group 16 – Multimedia and related technologies – a pod otázku 6 – Visual, audio and signal coding.

## Standardy kódování videa
Následující standardy byly vytvořeny skupinou nyní známou jako VCEG, která je dodnes zodpovědná za jejich údržbu:

### Vytvořené pouze ITU-T
ITU-T H.120: Byl prvním mezinárodním standardem pro kompresi digitálního videa. Vznikl v roce 1984 a poté byl přepracován v roce 1988. Širokého využití se však kvůli nedostatečné kvalitě nedočkal.
ITU-T H.261: První komerčně úspěšný a používaný standard pro kódování digitálního videa. Stal se základem pro všechny další vydané Recommendations v sérii H.26x.
ITU-T H.263: Video kódování pro komunikaci s nízkou přenosovou rychlostí (bit-rate), který přinesl zlepšení v komunikaci v reálném čase. Byl nasazen v mobilních zařízeních a systémech pro video konference.

### Vytvořené v kolaboraci s ISO/IEC JTC1 SC29/WG11 (MPEG)
ITU-T H.262 | ISO/IEC 13818-2: Zahájil éru dnešní digitální televize.
ITU-T H.264 | ISO/IEC 14496-10 Advanced video coding (AVC): Výsledek spolupráce týmu známého jako JVT. Nejrozšířenější technologie kódování videa na světě. Představuje zhruba polovinu veškerého provozu komunikačních sítí a více než 80 % internetového videa.  Zpřístupnil živé vysílání široké veřejnosti na platformách jako je YouTube nebo Twitch.
ITU-T H.265 | ISO/IEC 23008-2 High efficiency video coding (HEVC): Výsledek spolupráce týmu známého jako JCT-VC. Tento standard má odlehčit tlak na globální sítě, díky schopnosti poskytnout vyšší kvalitu videa s nižší přenosovou rychlostí, a podpořit televize s ultra vysokým rozlišením.
ITU-T H.266 | ISO/IEC 23090-3 Versatile video coding (VVC): Výsledek spolupráce týmu známého jako JVET. Zaměřuje se na kompresi různých formátů videa včetně SDR, HDR, UHD, 4K a 8K, obsahu zachyceného na obrazovce a všesměrového videa v rozsahu 360°.